# اسپایکر کارز

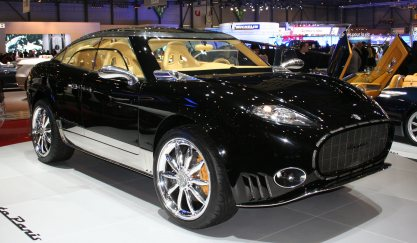
اسپایکر دی۸

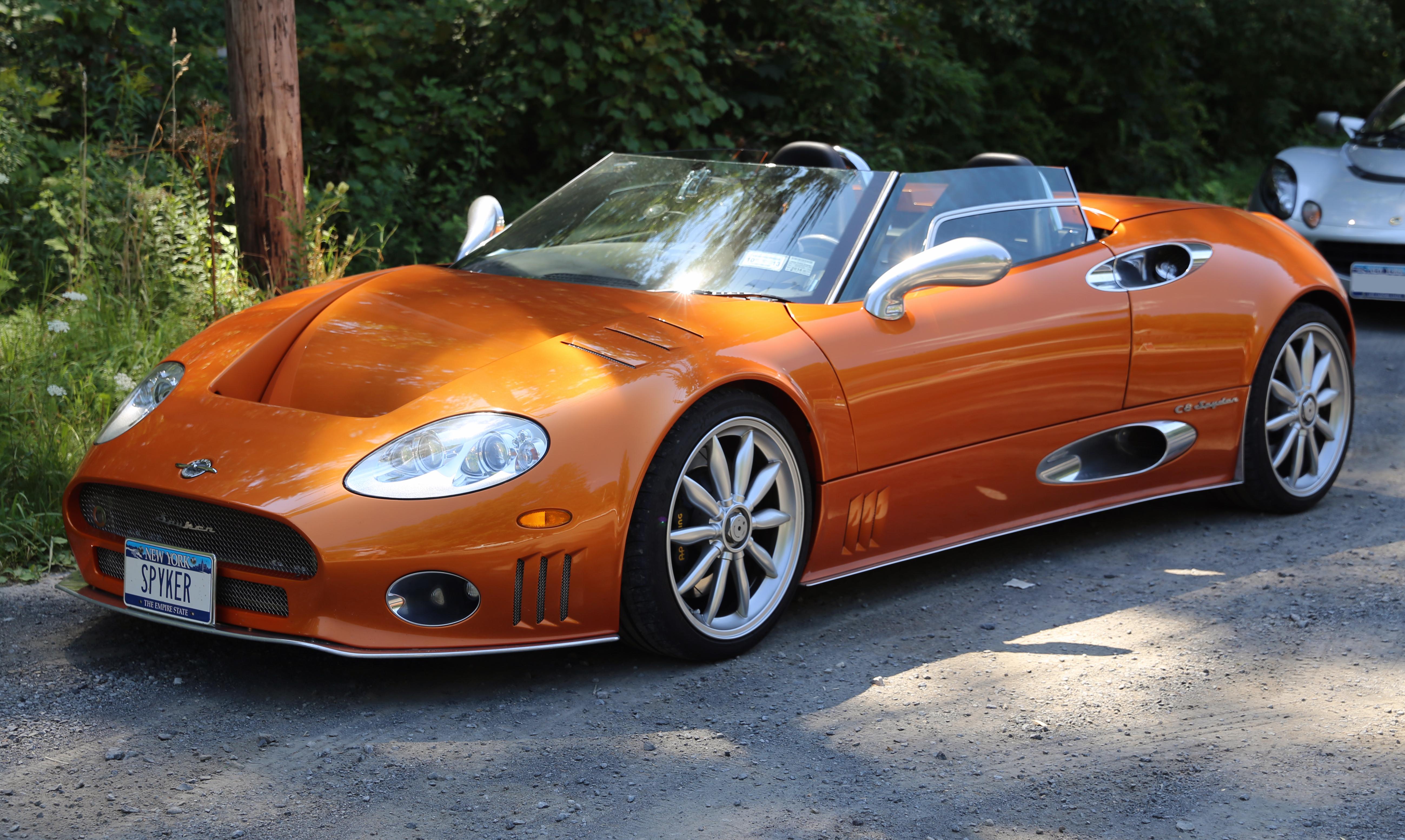
اسپایکر سی۸

اسپایکر کارز (به انگلیسی: Spyker Cars) شرکت هلندی تولید خودروهای اسپورت است که در سال ۱۹۹۹ توسط مارتین ده بروین و ویکتور مولر تأسیس شده‌است.
لوگوی شرکت نشان یک موتور هواپیماست که اشاره به ریشه و اصل فعالیت کمپانی اسپایکر به عنوان کمپانی مادر اسپایکر کارز دارد که در صنعت هواپیمایی فعالیت داشته‌است. تعداد کارکنان اسپایکر کارز در سال ۲۰۱۲ تنها ۳۷ نفر برآورد شده.
اسپایکر از همان ابتدای فعالیت شروع به تولید خودروهای گران‌قیمت اسپورتی مانند اسپایکر سی۸ کرد که از یک موتور ۸ سیلندر آئودی با حجم ۴۱۷۲ سی سی بهره برده‌است. این خودرو دارای شتاب صفر تا صدی معادل ۴٫۵ ثانیه و حداکثر سرعت ۳۰۰ کیلومتر بر ساعت می‌باشد.
در فاصله بین سال‌های ۲۰۰۳ تا ۲۰۰۷ کمپانی اسپایکر اقدام به تولید خودروی Spyder C8 T کرد که نسخه‌ای مجهزتر و به روزتر بود و شتابی معادل ۴ ثانیه برای رسیدن به سرعت ۱۰۰ کیلومتر دارد.
همچنین در سال‌های بعد اسپایکر مدل‌های جدید دیگری مانند C12 و C12 Zagato را که با همکاری با شرکت طراحی ایتالیایی زاگاتو تولید شدند را روانه بازار کرده‌است. در سال ۲۰۱۰ کمپانی جنرال موتورز آمریکا اعلام کرد که بر سر فروش مالکیت کمپانی سوئدی ساب با اسپایکرز به توافق رسیده‌است.